# Леон Бріллюен
Лео́н Ніколя́ Бріллюе́н (фр. Léon Nicolas Brillouin 7 серпня 1889, Севр, Франція — 4 жовтня 1969, Нью-Йорк, США) — французький та американський фізик, засновник сучасної фізики твердого тіла.

## Життєпис

### Ранні роки (1889—1912)
Родина Бріллюена мала глибокі наукові традиції. Його прадід з боку матері, Шарль Бріо, обіймав посаду професора в Сорбонні, дід, Елетер Маскар, викладав експериментальну фізику в Колеж де Франс і був відомий працями в галузі оптики та земного магнетизму. Його батько, Марсель Бріллюен, протягом 32 років завідував кафедрою теоретичної фізики в Колеж де Франс і був визнаним фізиком-теоретиком.
1908 року Брілюен-молодший вступив до Вищої нормальної школи в Парижі, де раніше навчався його батько. Йому не подобався курс фізики, що викладався на той час у школі, тому він ухилявся від занять, відвідуючи курси Поля Ланжевена в Колеж де Франс, на яких вперше дізнався про теорію відносності та квантову механіку, які щойно зароджувалися. Прослухав також курси Жана Перрена з атомної фізики та Марії Кюрі з радіоактивності.

### Робота в Мюнхені (1912—1913)
1912 року закінчив Вищу нормальну школу, здобувши ступінь «агреже», після чого провів рік у Мюнхені, де працював з одним із основоположників атомної фізики Арнольдом Зоммерфельдом, який очолював Інститут теоретичної фізики при Мюнхенському університеті. У цей період Бріллюен виконував свою першу велику наукову працю «Поширення світла в розсіювальних середовищах», опубліковану пізніше в «Annalen der Physik». Виявивши у праці свої здібності в галузі математичної фізики, показав, що в середовищах у зонах аномального розсіювання нарівні зі фазовою й груповою швидкостями необхідно виділяти «швидкість поширення сигналу» і «швидкість поширення енергії». Також у Мюнхені ознайомився з першими квантовими теоріями твердого тіла, зокрема квантовою теорією питомої теплоємності, розвиненою в працях Ейнштейна, Дебая, Борна та фон Кармана.

### Перша світова війна (1914—1918)
У червні 1913 року повернувся до Парижа і почав роботу над дисертацією, що мала попередню назву «Теорія твердих тіл і квантів». Однак Перша світова війна, що почалася 1914 року, перервала дослідження. Після призову до армії на посаді лейтенанта армійської радіослужби працював над покращенням телеграфного зв'язку. Робота проходила в лабораторії генерала Фер'є, де разом з Бріллюеном працювали такі вчені як Анрі Абрагам, Моріс де Бройль і Луї де Бройль.

### Теоретичні дослідження у Франції (1918—1939)
1920 року захистив дисертацію. Від 1921 до 1931 року читав лекції з радіофізики у Вищій школі електрики. У цей період двічі, у 1924 та 1928 роках, відвідував Канаду та США. 1928 року викладав теоретичну фізику в Сорбонні, а потім протягом чотирьох років — в Інституті Анрі Пуанкаре. 1932 року призначений завідувачем кафедри теоретичної фізики в Колеж де Франс, яку до Леона Бріллюена очолював його батько. На цій посаді перебував до 1948 року.

### Друга світова війна (1939—1945)
1939 року, перебуваючи у США, Бріллюен відзначив погану якість радіотрансляцій із рідної Франції, тоді як прийом німецького радіо був чудовим. Повернувшись на батьківщину, звернувся до уряду з пропозицією щодо модернізації радіообладнання. Був призначений на посаду директора французького радіомовлення. Через місяць після цього почалася Друга світова війна, і Бріллюен був змушений знищити все нове обладнання, щоб воно не дісталося німецьким військам, які окупували Францію. Відчуваючи, що залишатися на батьківщині для нього небезпечно, через Португалію поїхав до США. Там, разом зі своїм братом Жаком, займався проблемою поширення електромагнітних та акустичних хвиль у хвилеводах. Їм удалося вдосконалити теорію магнетрона, зробивши істотний внесок у розвиток радіолокації, що мало велике значення для армії союзників.

### Робота у США після війни (1945—1969)
У США викладав у Вісконсинському та Гарвардському університетах. Після закінчення війни залишився в США, де від 1946 до 1949 року очолював кафедру в Гарварді, а від 1954 року — в Колумбійському університеті.
1953 року Леона Бріллюена обрано членом Національної академії наук США, а 1961 року — Міжнародної академії філософії науки.

## Названі на честь Леона Бріллюена
- Зона Бріллюена[11]
- Розсіяння Мандельштама — Бріллюена[12]
- Формула Бріллюена — Вігнера[13]
- Теорема Бріллюена[en][14]
- Метод Вентцеля — Крамерса — Бріллюена (Квазікласичне наближення)[15]
- Метод Ейнштейна — Бріллюена — Келлера[en]
- Функція Бріллюена[16]